# Alojzy Kiełpikowski
Alojzy Kiełpikowski (ur. 30 grudnia 1896 w Kościerzynie Małym, zm. 11 marca 1972 w Bydgoszczy) – polski lekkoatleta, specjalista rzutu młotem, wielokrotny medalista mistrzostw Polski.

## Życiorys
Był wicemistrzem Polski w rzucie młotem w 1934, 1935 i 1936 oraz brązowym medalistą  w 1933 i w 1939. Startował również po II wojnie światowej, zajmując 5. miejsce w mistrzostwach Polski w 1948.
Jego rekord życiowy w rzucie młotem wynosił 43,46 m (29 maja 1939, Bydgoszcz).
Był zawodnikiem klubów: Sokół Bydgoszcz (1929-1939), Pomorzanin Toruń (1946 i 1948), Brda Bydgoszcz (1947) i Polonia Bydgoszcz (1950).